# Енти (Толкин)
Енти су измишљени народ из Толкинове Средње земље. Они заправо представљају оживело дрвеће. 
Енти су врло тајанствени и стари. Сматра се да су настали за време Првих Вилењака, који су их научили говору. Енти имају свој језик, у политици других народа су неутрални, све до рата за Прстен када су срушили Изенград. Енти живе у прашуми Фангорн. Специфични су по својим окупљањима: Ент-скуповима. Њихов пастир је Дрвобради, најстарији и најмудрији Ент. Енти су врло спори и не воле журбу. Када неко жури, они га сматрају брзоплетим. Такође, Енти не воле Орке, који су годинама уништавали Фангорн.